# マーク・トウェイン子ども時代の家と記念館
マーク・トウェイン子ども時代の家と記念館(Mark Twain Boyhood Home & Museum)は、米国ミシシッピ川西岸のミズーリ州ハンニバルのヒル・ストリート 206-208番地 にある。ここは、作家マーク・トウェインとして知られるサミュエル・ラングホーン・クレメンスが 1844 年から 1853 年まで住んでいた場所である。クレメンスはここに住んでいたときに、白いピケットフェンスを含む多くの物語の着想を得た。建物は、 1912 年から博物館として一般公開されており、1962 年 12 月 29 日に国定歴史建造物に指定された。 マーク トウェイン歴史地区にある。

## 建物
子ども時代の家は、現在のマーク・トウェイン子ども時代の家記念館を中心とする複合施設を構成する 9 つの施設のうちの 1 つである。トムソーヤの伝説的な白塗りのフェンスは、この敷地に隣接している。
複合施設の一部として、さらに 7 つの記念館の施設がある。通訳センター、ベッキー・サッチャーハウス、ハックルベリー・ フィンハウス、J・M クレメンス治安判事(Justice of the Peace)事務所、グラント・ドラッグ・ストア、ギフト・ショップが入っているストーン公共事業促進局 (WPA) の建物、および博物館ギャラリーはメインストリート120番地にある。博物館は、クレメンスの子ども時代の恋人、ローラ・ホーキンスの邸宅である「ベッキー・サッチャー」の家も取得した。建物の外観は 2010 年に改装され復元された。内部は2016年に再オープンした。
2006 年の夏、博物館は、トウェインがハックルベリー・フィンのキャラクターのモデルにした少年、トム・ブランケンシップの家である「ハック・フィン」の家のレプリカの工事を完了した。ハックルベリー・フィンハウスの展示品では、奴隷制に関するハンニバルの歴史を詳しく掘り下げている。
この博物館はカーディフ・ヒルのふもとにあるトムとハックの像も所有し、管理している。1926 年に建立されたこの像は、架空の人物を讃えるために建てられた彫像としては最も初期のものの 1つである。博物館施設のその他のハイライトには、WPA によって建てられた高い石壁に囲まれた子ども時代の家の庭園エリアがある。ミシシッピ川、マーク・トウェイン洞窟、トウェインの小説に登場するその他の舞台がすぐ近くにあるため、博物館には毎年何千人もの入館者がある。

## 収蔵品
博物館のコレクションには、マーク・トウェインの多数の著書の初版本、数多くの私物（オックスフォード大学のガウンを含む）、唯一現存する白いスーツのコート、生後19ヶ月でジフテリアで亡くなった長男ラングドンのデスマスク、トウェインが妻のオリヴィアへの贈り物として、イタリアで自分の仕様に合わせて手彫りした宝石箱などのトウェインの膨大な記念品が含まれている。
駅馬車のレプリカや川いかだなど、体験型の展示が数多くある。これらは、トウェインのいくつかの本、たとえば 『トム・ソーヤーの冒険』、『ハックルベリー・フィンの冒険』、 『海外の無実な人々』、『ラフイング・イット』、および『アーサー王宮廷のコネチカット・ヤンキー』をリアルに体験するのに役に立つ。訪問者はミシシッピ川を眺めながら本物の蒸気船の汽笛を鳴らすこともできる。この美術館には、ノーマン・ロックウェルのオリジナル絵画の 2 番目に大きなコレクションも収蔵されている。これらの絵画は、 『トム・ソーヤーの冒険』と『ハックルベリー・フィンの冒険』の特別版のイラストとして依頼されたものである。この博物館では、地域の芸術作品や巡回展示も開催されている。

## イベント
記念館では、子ども向けイベントを含む、年間を通じて多くのイベントを主催している。その教育支援プログラムには、教師のワークショップ、若い作家のワークショップ、作家のワークショップ、学術会議、創造的な教育賞が含まれる。2012年5月15日、博物館の創立100周年を記念して広報担当者は「マーク・トウェイン生涯功労賞」の創設を発表し、ハル・ホルブルックが最初の受賞者に選ばれた。
2011 年に博物館は、トウェインの生涯をおしゃべりと歌で語る CD 2 枚組の特典「Mark Twain: Words & Music」をリリースしている。このプロジェクトはグラミー賞受賞者のカール・ジャクソンによってプロデュースされ、メールボート・レコードからリリースされました。ハックルベリー・フィンとしてジミー・バフェット、ナレーターとしてギャリソン・ケイラー、マーク・トウェインとしてクリント・イーストウッド、スージー・クレメンスとしてアンジェラ・ラベルが出演している。
歌手としては、エミルー・ハリス、ドイル・ローソン＆クイックシルバー、ロンダ・ヴィンセント、ブラッドリー・ウォーカー、カール・ジャクソン、チャーチ・シスターズ、シェリル・クロウ、ブラッド・ペイズリー、マーティ・レイボン、ヴァル・ストーリー、ヴィンス・ギル、ジョー・ディフィー、リッキー・スカッグスが参加している。当時の博物館のエグゼクティブディレクターであるシンディ・ラベルが物語を書き、プロジェクトのためにいくつかの新しい曲が書かれた。
夏には、博物館は何千人もの訪問者が訪れる。ハンニバルの町では、毎年 7 月 4 日にナショナル・トム・ソーヤー・デーを祝い、しっくい塗りやカエルのジャンプ・コンテストが行われている。子ども時代を過ごした家は、これらのイベントの中心になっている。